# Campeonato Europeu de Atletismo em Pista Coberta de 2017 - Heptatlo masculino
A prova do heptatlo masculino do Campeonato Europeu de Atletismo em Pista Coberta de 2017 foi disputada entre os dias 4 e 5 de março de 2017 na Arena Kombank em Belgrado,  na Sérvia. 

## Recordes
Antes desta competição, os recordes mundiais e do campeonato nesta prova eram os seguintes:
|                       | Nome         | Nacionalidade  | Pontos   | Local     | Data                    |
| --------------------- | ------------ | -------------- | -------- | --------- | ----------------------- |
| Recorde mundial       | Ashton Eaton | Estados Unidos | 6645 pts | Istambul  | 10 de março de 2012     |
| Recorde do campeonato | Tomáš Dvořák | Chéquia        | 6424 pts | Gante     | 26 de fevereiro de 2000 |
| Recorde europeu       | Roman Šebrle | Chéquia        | 6438 pts | Budapeste | 7 de março de 2004      |

Os seguintes recordes foram estabelecidos durante esta competição: 
| Data       | Evento | Atleta      | Nacionalidade | Pontos | Notas |
| ---------- | ------ | ----------- | ------------- | ------ | ----- |
| 5 de março | Final  | Kevin Mayer | França        | 6479   | ,     |

## Medalhistas
| Ouro              | Prata             | Bronze              |
| Kevin Mayer (FRA) | Jorge Ureña (ESP) | Adam Helcelet (CZE) |

## Cronograma
Todos os horários são locais (UTC+2).
| Data       | Hora  | Evento                  |
| ---------- | ----- | ----------------------- |
| 4 de março | 9:30  | 60 metros               |
| 4 de março | 10:10 | Salto em distância      |
| 4 de março | 16:45 | Arremesso de peso       |
| 4 de março | 18:30 | Salto em altura         |
| 5 de março | 13:30 | 60 metros com barreiras |
| 5 de março | 14:40 | Salto com vara          |
| 5 de março | 19:00 | 1000 metros             |

## Resultados

### 60 metros
A prova foi realizada às 9:30 no dia 4 de março. 
| Posição | Bateria | Raia | Atleta               | Nacionalidade | Tempo | Notas                | Pontos |
| ------- | ------- | ---- | -------------------- | ------------- | ----- | -------------------- | ------ |
| 1       | 2       | 5    | Jorge Ureña          | Espanha       | 6.94  |                      | 904    |
| 2       | 2       | 4    | Dominik Distelberger | Áustria       | 6.94  |                      | 904    |
| 3       | 2       | 2    | Kevin Mayer          | França        | 6.95  | Recorde da temporada | 900    |
| 4       | 1       | 4    | Mihail Dudaš         | Sérvia        | 7.03  |                      | 872    |
| 5       | 2       | 1    | Kristjan Rosenberg   | Estónia       | 7.04  |                      | 868    |
| 6       | 2       | 3    | Simone Cairoli       | Itália        | 7.04  |                      | 868    |
| 7       | 1       | 5    | Fredrik Samuelsson   | Suécia        | 7.06  | Recorde pessoal      | 861    |
| 7       | 1       | 1    | Ashley Bryant        | Reino Unido   | 7.06  | Recorde pessoal      | 861    |
| 9       | 2       | 6    | Adam Helcelet        | Chéquia       | 7.06  |                      | 861    |
| 10      | 2       | 7    | Jiří Sýkora          | Chéquia       | 7.06  |                      | 861    |
| 11      | 2       | 8    | Liam Ramsay          | Reino Unido   | 7.12  |                      | 840    |
| 12      | 1       | 6    | Matthias Brugger     | Alemanha      | 7.13  |                      | 837    |
| 13      | 1       | 7    | Bastien Auzeil       | França        | 7.19  |                      | 816    |
| 14      | 1       | 8    | Niels Pittomvils     | Bélgica       | 7.22  |                      | 806    |
| 15      | 1       | 2    | Darko Pešić          | Montenegro    | 7.22  | Recorde pessoal      | 706    |
| 16      | 1       | 1    | Maicel Uibo          | Estónia       | 7.35  |                      | 762    |

### Salto em distância
A prova foi realizada às 10:10 no dia 4 de março. 
| Posição | Atleta               | Nacionalidade | #1   | #2   | #3   | Resultados | Notas                | Pontos | Total |
| ------- | -------------------- | ------------- | ---- | ---- | ---- | ---------- | -------------------- | ------ | ----- |
| 1       | Ashley Bryant        | Reino Unido   | 7.60 | 7.66 | 7.57 | 7.66       |                      | 975    | 1836  |
| 2       | Simone Cairoli       | Itália        | 7.15 | 7.55 | x    | 7.55       | Recorde pessoal      | 947    | 1815  |
| 3       | Kevin Mayer          | França        | 7.24 | 7.54 | 7.39 | 7.54       | =                    | 945    | 1845  |
| 4       | Adam Helcelet        | Chéquia       | 7.22 | 7.41 | 7.25 | 7.41       |                      | 913    | 1774  |
| 5       | Mihail Dudaš         | Sérvia        | x    | 7.40 | x    | 7.40       |                      | 910    | 1782  |
| 5       | Fredrik Samuelsson   | Suécia        | 7.40 | x    | x    | 7.40       | Recorde da temporada | 910    | 1771  |
| 7       | Dominik Distelberger | Áustria       | 7.32 | 7.27 | 7.38 | 7.38       |                      | 905    | 1809  |
| 8       | Jorge Ureña          | Espanha       | 7.37 | x    | x    | 7.37       |                      | 903    | 1807  |
| 9       | Matthias Brugger     | Alemanha      | 7.36 | 7.21 | 7.24 | 7.36       | Recorde pessoal      | 900    | 1737  |
| 10      | Darko Pešić          | Montenegro    | 7.12 | x    | 7.12 | 7.12       | Recorde nacional     | 842    | 1648  |
| 11      | Niels Pittomvils     | Bélgica       | x    | 7.12 | 7.05 | 7.12       | Recorde da temporada | 842    | 1648  |
| 12      | Jiří Sýkora          | Chéquia       | 7.00 | 6.70 | 7.10 | 7.10       |                      | 838    | 1699  |
| 13      | Kristjan Rosenberg   | Estónia       | 6.98 | 7.06 | x    | 7.06       |                      | 828    | 1696  |
| 14      | Liam Ramsay          | Reino Unido   | x    | 6.81 | x    | 6.81       |                      | 769    | 1609  |
| 15      | Bastien Auzeil       | França        | 6.76 | 6.76 | x    | 6.76       |                      | 757    | 1573  |
| 16      | Maicel Uibo          | Estónia       | x    | –    | –    | NM         |                      | 0      | 762   |

### Arremesso  de peso
A prova foi realizada às 16:45 no dia 4 de março. 
| Posição | Atleta               | Nacionalidade | #1    | #2    | #3    | Resultados | Notas                | Pontos | Total |
| ------- | -------------------- | ------------- | ----- | ----- | ----- | ---------- | -------------------- | ------ | ----- |
| 1       | Darko Pešić          | Montenegro    | 16.08 | 16.04 | x     | 16.08      |                      | 856    | 2504  |
| 2       | Kevin Mayer          | França        | 15.66 | x     | x     | 15.66      | Recorde da temporada | 830    | 2675  |
| 3       | Adam Helcelet        | Chéquia       | x     | 15.25 | x     | 15.25      | Recorde da temporada | 805    | 2579  |
| 4       | Jiří Sýkora          | Chéquia       | 13.59 | 15.06 | x     | 15.06      | Recorde pessoal      | 793    | 2492  |
| 5       | Ashley Bryant        | Reino Unido   | 14.36 | x     | 14.57 | 14.57      |                      | 763    | 2599  |
| 6       | Matthias Brugger     | Alemanha      | 13.83 | 14.07 | 14.53 | 14.53      |                      | 761    | 2498  |
| 7       | Mihail Dudaš         | Sérvia        | 13.58 | 14.33 | 14.08 | 14.33      |                      | 749    | 2531  |
| 8       | Jorge Ureña          | Espanha       | 12.51 | 13.97 | 14.24 | 14.24      |                      | 743    | 2550  |
| 9       | Fredrik Samuelsson   | Suécia        | 13.86 | 14.24 | x     | 14.24      | Recorde da temporada | 743    | 2514  |
| 10      | Kristjan Rosenberg   | Estónia       | 13.32 | 14.08 | x     | 14.08      | Recorde pessoal      | 733    | 2429  |
| 11      | Bastien Auzeil       | França        | x     | 13.72 | 13.90 | 13.90      |                      | 722    | 2295  |
| 12      | Niels Pittomvils     | Bélgica       | x     | 13.61 | 13.83 | 13.83      | Recorde da temporada | 718    | 2366  |
| 13      | Liam Ramsay          | Reino Unido   | 13.62 | 12.90 | 13.37 | 13.62      | Recorde da temporada | 705    | 2314  |
| 14      | Dominik Distelberger | Áustria       | 13.55 | x     | x     | 13.55      | Recorde da temporada | 701    | 2510  |
| 15      | Simone Cairoli       | Itália        | 12.21 | x     | 12.11 | 12.21      |                      | 619    | 2434  |
| 16      | Maicel Uibo          | Estónia       | –     | –     | –     | DNS        |                      | 0      | DNF   |

### Salto em altura
A prova foi realizada às 18:30 no dia 4 de março. 
| Posição | Atleta               | Nacionalidade | 1.83 | 1.86 | 1.89 | 1.92 | 1.95 | 1.98 | 2.01 | 2.04 | 2.07 | 2.10 | 2.13 | 2.16 | Resultados | Notas                | Pontos | Total |
| ------- | -------------------- | ------------- | ---- | ---- | ---- | ---- | ---- | ---- | ---- | ---- | ---- | ---- | ---- | ---- | ---------- | -------------------- | ------ | ----- |
| 1       | Kristjan Rosenberg   | Estónia       | –    | –    | –    | o    | o    | o    | o    | o    | o    | o    | xo   | xxx  | 2.13       |                      | 925    | 3354  |
| 2       | Kevin Mayer          | França        | –    | –    | –    | xo   | –    | o    | xo   | o    | o    | o    | r    |      | 2.10       | Recorde da temporada | 896    | 3571  |
| 2       | Jorge Ureña          | Espanha       | –    | o    | –    | o    | –    | o    | xo   | o    | xo   | o    | xxx  |      | 2.10       | Recorde pessoal      | 896    | 3446  |
| 4       | Liam Ramsay          | Reino Unido   | –    | –    | o    | –    | o    | –    | xo   | o    | xxx  |      |      |      | 2.04       |                      | 840    | 3154  |
| 5       | Simone Cairoli       | Itália        | –    | –    | o    | –    | o    | –    | o    | xxo  | xxx  |      |      |      | 2.04       |                      | 840    | 3274  |
| 5       | Niels Pittomvils     | Bélgica       | –    | –    | o    | o    | o    | o    | o    | xxo  | xxx  |      |      |      | 2.04       | Recorde pessoal      | 840    | 3206  |
| 7       | Mihail Dudaš         | Sérvia        | –    | –    | o    | –    | o    | o    | o    | xxx  |      |      |      |      | 2.01       | Recorde da temporada | 813    | 3344  |
| 7       | Fredrik Samuelsson   | Suécia        | –    | –    | o    | –    | o    | o    | o    | xxx  |      |      |      |      | 2.01       | Recorde pessoal      | 813    | 3327  |
| 9       | Adam Helcelet        | Chéquia       | –    | –    | –    | o    | o    | o    | xxo  | xxx  |      |      |      |      | 2.01       |                      | 813    | 3392  |
| 9       | Darko Pešić          | Montenegro    | o    | –    | o    | o    | o    | o    | xxo  | xxx  |      |      |      |      | 2.01       | Recorde da temporada | 813    | 3317  |
| 11      | Jiří Sýkora          | Chéquia       | –    | xo   | o    | o    | o    | o    | xxx  |      |      |      |      |      | 1.98       |                      | 785    | 3277  |
| 12      | Ashley Bryant        | Reino Unido   | –    | o    | –    | o    | o    | xxo  | xxr  |      |      |      |      |      | 1.98       |                      | 785    | 3384  |
| 13      | Bastien Auzeil       | França        | –    | –    | –    | o    | o    | xxx  |      |      |      |      |      |      | 1.95       | Recorde da temporada | 758    | 3053  |
| 14      | Matthias Brugger     | Alemanha      | –    | –    | –    | o    | –    | xxx  |      |      |      |      |      |      | 1.92       |                      | 731    | 3229  |
| 15      | Dominik Distelberger | Áustria       | xo   | –    | o    | o    | xxx  |      |      |      |      |      |      |      | 1.92       |                      | 731    | 3241  |

### 60 metros com barreiras
A prova foi realizada às 13:30 no dia 5 de março. 
| Posição | Bateria | Raia | Atleta               | Nacionalidade | Resultados | Notas                | Pontos | Total |
| ------- | ------- | ---- | -------------------- | ------------- | ---------- | -------------------- | ------ | ----- |
| 1       | 2       | 3    | Jorge Ureña          | Espanha       | 7.78       |                      | 1038   | 4484  |
| 2       | 2       | 4    | Dominik Distelberger | Áustria       | 7.80       | Recorde pessoal      | 1033   | 4274  |
| 3       | 2       | 7    | Kevin Mayer          | França        | 7.88       | Recorde pessoal      | 1012   | 4583  |
| 4       | 2       | 5    | Adam Helcelet        | Chéquia       | 7.97       |                      | 989    | 4381  |
| 5       | 1       | 4    | Darko Pešić          | Montenegro    | 7.99       | Recorde pessoal      | 984    | 4301  |
| 5       | 2       | 6    | Jiří Sýkora          | Chéquia       | 7.99       | Recorde pessoal      | 984    | 4261  |
| 7       | 1       | 7    | Liam Ramsay          | Reino Unido   | 8.11       | Recorde da temporada | 954    | 4108  |
| 7       | 2       | 1    | Mihail Dudaš         | Sérvia        | 8.11       |                      | 954    | 4298  |
| 9       | 2       | 2    | Ashley Bryant        | Reino Unido   | 8.12       |                      | 952    | 4336  |
| 10      | 1       | 5    | Fredrik Samuelsson   | Suécia        | 8.18       |                      | 937    | 4264  |
| 11      | 1       | 3    | Mathias Brugger      | Alemanha      | 8.22       |                      | 927    | 4156  |
| 12      | 1       | 6    | Bastien Auzeil       | França        | 8.30       |                      | 908    | 3961  |
| 13      | 1       | 2    | Simone Cairoli       | Itália        | 8.31       |                      | 905    | 4179  |
| 13      | 2       | 8    | Niels Pittomvils     | Bélgica       | 8.31       |                      | 905    | 4111  |
| 15      | 1       | 8    | Kristjan Rosenberg   | Estónia       | 8.50       |                      | 860    | 4214  |

### salto com vara
A prova foi realizada às 14:40 no dia 5 de março. 
| Posição | Atleta               | Nacionalidade | 4.20 | 4.30 | 4.40 | 4.50 | 4.60 | 4.70 | 4.80 | 4.90 | 5.00 | 5.10 | 5.20 | 5.30 | 5.40 | 5.50 | Resultados | Notas           | Pontos | Total |
| ------- | -------------------- | ------------- | ---- | ---- | ---- | ---- | ---- | ---- | ---- | ---- | ---- | ---- | ---- | ---- | ---- | ---- | ---------- | --------------- | ------ | ----- |
| 1       | Kevin Mayer          | França        | –    | –    | –    | –    | –    | –    | –    | –    | –    | –    | o    | o    | o    | xxx  | 5.40       | Recorde pessoal | 1035   | 5618  |
| 2       | Niels Pittomvils     | Bélgica       | –    | –    | –    | –    | –    | –    | –    | o    | –    | o    | xxo  | xo   | xo   | xxx  | 5.40       |                 | 1035   | 5146  |
| 3       | Mihail Dudaš         | Sérvia        | –    | –    | –    | –    | o    | –    | o    | o    | o    | o    | xxx  |      |      |      | 5.10       | Recorde pessoal | 941    | 5239  |
| 4       | Dominik Distelberger | Áustria       | –    | –    | –    | –    | o    | –    | o    | o    | xo   | xxo  | xxx  |      |      |      | 5.10       | Recorde pessoal | 941    | 5215  |
| 5       | Jorge Ureña          | Espanha       | –    | –    | o    | –    | xo   | –    | xo   | o    | o    | xxx  |      |      |      |      | 5.00       |                 | 910    | 5394  |
| 6       | Adam Helcelet        | Chéquia       | –    | –    | –    | –    | o    | o    | o    | xo   | xo   | xxx  |      |      |      |      | 5.00       |                 | 910    | 5291  |
| 7       | Fredrik Samuelsson   | Suécia        | –    | –    | –    | o    | –    | o    | o    | o    | xxo  | xxx  |      |      |      |      | 5.00       |                 | 910    | 5174  |
| 8       | Mathias Brugger      | Alemanha      | –    | –    | –    | –    | –    | –    | xxo  | –    | xxo  | –    | xxx  |      |      |      | 5.00       |                 | 910    | 5066  |
| 8       | Kristjan Rosenberg   | Estónia       | –    | –    | –    | o    | o    | o    | o    | xxo  | xxo  | xxx  |      |      |      |      | 5.00       | Recorde pessoal | 910    | 5124  |
| 10      | Jiří Sýkora          | Chéquia       | o    | –    | o    | o    | o    | xo   | xxo  | xo   | xxx  |      |      |      |      |      | 4.90       | Recorde pessoal | 880    | 5141  |
| 11      | Simone Cairoli       | Itália        | o    | –    | o    | o    | o    | xxx  |      |      |      |      |      |      |      |      | 4.60       | Recorde pessoal | 790    | 4969  |
| 12      | Darko Pešić          | Montenegro    | –    | o    | –    | xo   | o    | xxx  |      |      |      |      |      |      |      |      | 4.60       |                 | 790    | 5091  |
| 13      | Ashley Bryant        | Reino Unido   | o    | xo   | xo   | xo   | xxx  |      |      |      |      |      |      |      |      |      | 4.50       |                 | 760    | 5096  |
| 14      | Liam Ramsay          | Reino Unido   | o    | xxx  |      |      |      |      |      |      |      |      |      |      |      |      | 4.20       |                 | 673    | 4781  |
| 15      | Bastien Auzeil       | França        |      |      |      |      |      |      |      |      |      |      |      |      |      |      | DNS        |                 | 0      | DNF   |

### 1000 metros
A prova foi realizada às 19:00 no dia 5 de março. 
| Posição | Atleta               | Nacionalidade | Resultados | Notas                | Pontos |
| ------- | -------------------- | ------------- | ---------- | -------------------- | ------ |
| 1       | Darko Pešić          | Montenegro    | 2:38.23    | Recorde pessoal      | 893    |
| 2       | Mathias Brugger      | Alemanha      | 2:38.73    | Recorde da temporada | 888    |
| 3       | Simone Cairoli       | Itália        | 2:40.14    |                      | 872    |
| 4       | Kevin Mayer          | França        | 2:41.08    |                      | 861    |
| 5       | Ashley Bryant        | Reino Unido   | 2:42.19    |                      | 849    |
| 6       | Dominik Distelberger | Áustria       | 2:42.32    | Recorde da temporada | 848    |
| 7       | Liam Ramsay          | Reino Unido   | 2:42.94    |                      | 841    |
| 8       | Fredrik Samuelsson   | Suécia        | 2:42.97    | Recorde pessoal      | 841    |
| 9       | Jorge Ureña          | Espanha       | 2:43.66    |                      | 833    |
| 10      | Adam Helcelet        | Chéquia       | 2:45.00    | Recorde da temporada | 819    |
| 11      | Niels Pittomvils     | Bélgica       | 2:45.35    |                      | 815    |
| 12      | Jiří Sýkora          | Chéquia       | 2:50.44    |                      | 761    |
| 13      | Kristjan Rosenberg   | Estónia       | 2:54.25    |                      | 722    |
| 14      | Mihail Dudaš         | Sérvia        | DSQ        | R163.3b              | 0      |

## Classificação final
| Posição           | Atleta               | Nacionalidade | 60m  | SD   | AP    | SA   | 60 m C/B | SV   | 1000 m  | Pontos | Notas            |
| ----------------- | -------------------- | ------------- | ---- | ---- | ----- | ---- | -------- | ---- | ------- | ------ | ---------------- |
| Medalha de ouro   | Kevin Mayer          | França        | 6.95 | 7.54 | 15.66 | 2.10 | 7.88     | 5.40 | 2:41.08 | 6479   | ,                |
| Medalha de prata  | Jorge Ureña          | Espanha       | 6.94 | 7.37 | 14.24 | 2.10 | 7.78     | 5.00 | 2:43.66 | 6227   |                  |
| Medalha de bronze | Adam Helcelet        | Chéquia       | 7.06 | 7.41 | 15.25 | 2.01 | 7.97     | 5.00 | 2:45.00 | 6110   |                  |
| 4                 | Dominik Distelberger | Áustria       | 6.94 | 7.38 | 13.55 | 1.92 | 7.80     | 5.10 | 2:42.32 | 6063   | Recorde pessoal  |
| 5                 | Fredrik Samuelsson   | Suécia        | 7.06 | 7.40 | 14.24 | 2.01 | 8.18     | 5.00 | 2:42.97 | 6015   | Recorde pessoal  |
| 6                 | Darko Pešić          | Montenegro    | 7.22 | 7.12 | 16.08 | 2.01 | 7.99     | 4.60 | 2:38.23 | 5984   | Recorde nacional |
| 7                 | Niels Pittomvils     | Bélgica       | 7.22 | 7.12 | 13.83 | 2.04 | 8.31     | 5.40 | 2:45.35 | 5961   |                  |
| 8                 | Mathias Brugger      | Alemanha      | 7.13 | 7.36 | 14.53 | 1.92 | 8.22     | 5.00 | 2:38.73 | 5954   |                  |
| 9                 | Ashley Bryant        | Reino Unido   | 7.06 | 7.66 | 14.57 | 1.98 | 8.12     | 4.50 | 2:42.19 | 5945   |                  |
| 10                | Jiří Sýkora          | Chéquia       | 7.06 | 7.10 | 15.06 | 1.98 | 7.99     | 4.90 | 2:50.44 | 5902   |                  |
| 11                | Kristjan Rosenberg   | Estónia       | 7.04 | 7.06 | 14.08 | 2.13 | 8.50     | 5.00 | 2:54.25 | 5846   |                  |
| 12                | Simone Cairoli       | Itália        | 7.04 | 7.55 | 12.21 | 2.04 | 8.31     | 4.60 | 2:40.14 | 5841   | Recorde pessoal  |
| 13                | Liam Ramsay          | Reino Unido   | 7.12 | 6.81 | 13.62 | 2.04 | 8.11     | 4.20 | 2:42.94 | 5622   |                  |
| 14                | Mihail Dudaš         | Sérvia        | 7.03 | 7.40 | 14.33 | 2.01 | 8.11     | 5.10 | DSQ     | 5239   |                  |
| 15                | Bastien Auzeil       | França        | 7.19 | 6.76 | 13.90 | 1.95 | 8.30     | DNS  | –       | DNF    |                  |
| 16                | Maicel Uibo          | Estónia       | 7.35 | NM   | DNS   | –    | –        | –    | –       | DNF    |                  |

Legenda
| Recorde mundial       | Recorde mundial (World record)               |                       | Recorde africano                      | Recorde africano (African) |                                           | Q | Classificado por posição (Qualified) |
| Recorde do campeonato | Recorde do campeonato (Championship record)  | Recorde da América    | Recorde da América (Americas)         | q                          | Classificado por melhor tempo (Qualified) |   |                                      |
| Melhor marca do ano   | Melhor marca do ano (World leading)          | Recorde asiático      | Recorde asiático (Asian)              | DNS                        | Não largou (Did not start)                |   |                                      |
| Recorde nacional      | Recorde nacional (National record)           | Recorde europeu       | Recorde europeu (European)            | DNF                        | Não terminou (Did not finish)             |   |                                      |
| Recorde pessoal       | Recorde pessoal do atleta (Personal best)    | Recorde da Oceania    | Recorde da Oceania (Oceania)          | DSQ / DQ                   | Desclassificado (Disqualified)            |   |                                      |
| Recorde da temporada  | Recorde da temporada do atleta (Season best) | Recorde sul-americano | Recorde sul-americano (South America) | NM                         | Sem marca (No mark)                       |   |                                      |